# Neotanais insignis
Neotanais insignis is een naaldkreeftjessoort uit de familie van de Neotanaidae. De wetenschappelijke naam van de soort is voor het eerst geldig gepubliceerd in 1978 door Kudinova-Pasternak.